# Барон Инчира
Барон Инчира из Сент-Мэдас в графстве Пертшир — наследственный титул в системе Пэрства Соединённого королевства. Он был создан 2 февраля 1962 года для британского дипломата, сэра Фредерика Роберта Хойера Миллара (1900—1989). Он британским верховным комиссаром в Союзнической верховной комиссии (1953—1955), послом Великобритании в Западной Германии (1955—1956) и заместителем министра иностранных дела Великобритании (1957—1962).
По состоянию на 2024 год обладателем титула являлся его внук, Кристиан Джеймс Чарльз Хойер Миллар, 3-й барон Инчира (род. 1962), который сменил своего отца в 2011 году.

## Бароны Инчира (1962)
- 1962—1989: Фредерик Роберт Хойер Миллар, 1-й барон Инчира (6 июня 1900 — 16 октября 1989), третий сын подполковника Роберта Хойера Миллара (1857—1942)
- 1989—2011: Роберт Чарльз Ренеке Хойер Миллар, 2-й барон Инчира (4 апреля 1935 — 27 июня 2011), старший сын предыдущего
- 2011 — настоящее время: Кристиан Джеймс Чарльз Хойер Миллар, 3-й барон Инчира (род. 12 августа 1962), единственный сын предыдущего
  - Наследник титула: достопочтенный Джейк Кристиан Роберт Хойер Миллар (род. 10 июля 1996), единственный сын предыдущего.